# 格雷舍姆 (密蘇里州)
格雷舍姆（英語：Gresham）是位於美國密蘇里州波爾克縣的鬼鎮。

## 歷史
格雷舍姆的郵局於1885年設立，其後於1900年停運。

## 地理
格雷舍姆所處的海拔為高於海平面327米（即1073英呎），而該地所採用的時區為UTC-6，即北美中部時區（CST）。同時該地設有夏令時間，為UTC-6調快一小時，即UTC-5（CDT）。